# 47ª edizione dei Directors Guild of America Award
La 47ª edizione dei Directors Guild of America Award si è tenuta l'11 marzo 1995 al Beverly Hilton Hotel di Beverly Hills e a New York e ha premiato i migliori registi nel campo cinematografico, televisivo e pubblicitario del 1994. La cerimonia di Beverly Hills è stata presentata da Carl Reiner.
Le nomination sono state annunciate il 29 gennaio 1995.

## Cinema

### Film
- Robert Zemeckis – Forrest Gump
- Frank Darabont – Le ali della libertà (The Shawshank Redemption)
- Mike Newell – Quattro matrimoni e un funerale (Four Weddings and a Funeral)
- Robert Redford – Quiz Show
- Quentin Tarantino – Pulp Fiction

### Documentari[4]
- Steve James – Hoop Dreams
- Dan Geller e Dayna Goldfine – Frosh: Nine Months in a Freshman Dorm
- Jyll Johnstone – Martha & Ethel
- Susan Todd e Andrew Young – Lives in Hazard (film tv)
- Bethany Yarrow – Mama Awethu!

## Televisione

### Serie drammatiche
- Charles Haid – E.R. - Medici in prima linea (ER) per l'episodio Tutto in una notte (Into That Good Night)
- Félix Enríquez Alcalá – E.R. - Medici in prima linea (ER) per l'episodio Buon Natale Susan! (The Gift)
- Gregory Hoblit – NYPD - New York Police Department (NYPD Blue)  per l'episodio Il nuovo detective (Simone Says)
- Mimi Leder – E.R. - Medici in prima linea (ER) per l'episodio Bufera di neve (Blizzard)
- Michael Pressman – Chicago Hope per l'episodio pilota

### Serie commedia
- David Lee – Frasier per l'episodio L'appuntamento (The Matchmaker)
- Andy Ackerman – Seinfeld per l'episodio La gara (The Race)
- Rick Beren – Frasier per l'episodio Eddie (The Unkindest Cut of All)
- Tom Cherones – Seinfeld per l'episodio L'esatto contrario (The Opposite)
- Todd Holland – The Larry Sanders Show per l'episodio The Mr. Sharon Stone Show

### Film tv e miniserie
- Rod Holcomb – E.R. - Medici in prima linea (ER) per l'episodio pilota
- John Dahl – L'ultima seduzione (The Last Seduction)
- John Frankenheimer – The Prison (Against the Wall)
- Joseph Sargent – World War II: When Lions Roared
- Betty Thomas – L'amore per la vita (My Breast)

### Serie televisive quotidiane
- Jesús Salvador Treviño – Lifestories: Families in Crisis per l'episodio POWER: The Eddie Matos Story
- Iris Dugow – Lifestories: Families in Crisis per l'episodio Confronting Brandon: The Intervention of an Addict
- David Eagle – CBS Schoolbreak Special per l'episodio The Writing on the Wall
- David Morris – Lifestories: Families in Crisis per l'episodio A Body to Die For: The Aaron Henry Story
- Bradley Wigor – CBS Schoolbreak Special per l'episodio Love in the Dark Ages

### Soap opera
- Michael Stich – Beautiful (The Bold and the Beautiful) per la puntata del 30 settembre 1994
- Shelley Curtis – General Hospital per la 7922ª puntata
- Jerry Evans – Febbre d'amore (The Young and the Restless) per la 5370ª puntata
- Heather Hill – Febbre d'amore (The Young and the Restless) per la 5476ª puntata
- John C. Zak – Beautiful (The Bold and the Beautiful) per la 1756ª puntata

### Trasmissioni musicali e d'intrattenimento
- Dwight Hemion – Barbra Streisand: The Concert
- Patricia Birch – Great Performances per la puntata Natalie Cole's Untraditional Traditional Christmas
- William Cosel – I Tre Tenori in concerto al Dodger Stadium, Los Angeles
- Hal Gurnee – Late Night with David Letterman
- Jeff Margolis – 66ª edizione della cerimonia dei Premi Oscar

## Pubblicità
- Michael Bay – spot per Got Milk? (Aaron Burr; Baby and Cat; Vending Machine), Miller Lite (Big Lawyer Round-up), Nike (Deion Sanders)
- Leslie Dektor – spot per IBM (French Guys; Nuns), American Airlines (Important), Buena Vista (Snow White)
- Tony Kaye – spot per Volvo (Photographer; Stuntman), Dunlop (Unexpected)
- Ray Lawrence – spot per MCI Communications (Death on the 19th Hole; E-Mail; Martin)
- Joe Pytka – spot per Pepsi (Summer of Love), Nike (Season's Song)
- Matteo Valoppi - spot per SCAPINI&RIVALENTI inc

## Premi speciali

### Premio D.W. Griffith
- James Ivory

### Premio Franklin J. Schaffner
- Larry Carl

### Robert B. Aldrich Service Award
- Max A. Schindler

### Premio per il membro onorario
- Sheldon Leonard